# Minirock und Kronjuwelen
Minirock und Kronjuwelen (Originaltitel: The Jokers) ist eine britische Filmkomödie von Regisseur Michael Winner aus dem Jahr 1967. Die Hauptrollen spielen Michael Crawford, Oliver Reed, Harry Andrews und James Donald. Der Film wurde von der Produktionsfirma Gildor-Scimitar-Adastra nach einer Geschichte von Michael Winner produziert.

## Handlung
Michael Tremayne fühlt sich als verkanntes Genie völlig zu Unrecht aus seinem Job gefeuert. Er will mit Köpfchen arbeiten, weniger mit Muskeln. Dass er immer im Schatten seines älteren dominanten Bruders David leben musste, den man als erfolgreichen und kompetenten Architekten bewundert und verehrt, schmeckt ihm auch nicht sonderlich. Daher versucht er nun der Welt zu zeigen, wie sehr sie über ihn im Irrtum ist. Schließlich kann er David für seinen verwegenen Plan gewinnen, und die Gebrüder Tremayne beschließen, gemäß ihrer geistigen Überlegenheit eines der kostbarsten Wahrzeichen und Heiligtümer Englands aus dem Tower zu entwenden, nämlich die Britischen Kronjuwelen.
Nach einer Reihe von vorgetäuschten Bombendrohungen, die die Stadt London und die Behörden von Scotland Yard in Atem halten, verstecken sie schließlich eine Bombe im Tower von London mitten im Juwelenzimmer und rufen dann die Polizei. Danach schreiben sie Briefe an ihren Bankmanager und Anwalt mit der Bedingung, diese nicht vor dem geglückten Raubzug zu öffnen, zum Beweis, dass die Brüder nie wirklich die Absicht hatten, die Juwelen zu behalten.
Michael und David verkleiden sich nun mit Hilfe von Uniformen und schlüpfen in den schwer bewachten Raum im Tower, wo sich das Bombenkommando aufhält, das dem unfähigen Oberst Gurney-Simms unterstellt ist. Sobald die Gebrüder drin sind, begehen sie das „Verbrechen des Jahrhunderts“. Der tollkühne Diebstahl gelingt und das ganze Land ist fassungslos und voller Ehrfurcht für die beiden furchtlosen Hasardeure. David versteckt die Krone, den Reichsapfel und das Zepter unter den Dielen seiner Wohnung in Kensington, aber als es dazu kommen soll, die Briefe zu öffnen, sind die Juwelen urplötzlich verschwunden.
Die Polizei verhaftet die Brüder schließlich. Davids Brief wird nun an die Polizei übergeben und er gesteht seine Tat ordnungsgemäß. Doch dieses Mal erweist sich sein Bruder Michael als der schlauere von beiden. Er, der früher immer als kümmerlicher Versager gegolten hat, bestreitet jede Beteiligung an dem Raub. Er hat seinen Brief nämlich nie abgeschickt. David ist außer sich, weil niemand seine Geschichte vom gemeinsam geplanten brüderlichen Raub mit Michael als Drahtzieher glauben will, weder Davids Freundin Eve, noch Scotland Yards Detektiv Marryatt, und so wird David dauerhaft arrestiert und unter die Aufsicht von Sgt. Catchpole gestellt. Michael triumphiert, er hat sich endlich für die erlittenen Demütigungen der Vergangenheit gerächt und kommt straffrei davon – mit den Juwelen.

## Kritiken
„Turbulentes, vergnügliches Lustspiel, das mit den Mitteln der Satire einen Angriff auf sämtliche Nationalheiligtümer des konservativen Briten unternimmt.“

„Leider vermochte es der Regisseur nicht, aus seinem grotesken Einfall ein Kinovergnügen zu gestalten. Der Kenner wird durch die deutlichen Anleihen bei Richard Lester verstimmt, der Unterhaltung Suchende langweilt sich.“

## Produktionsnotizen
Der Ton stammt von John Purchese. Die Bauten schuf John Blezard. Jim Hydes sowie Jeanette Freeman zeichneten für Maske und Frisuren verantwortlich. Kostüme kamen von Tony Armstrong. Die Spezialeffekte lieferte Ron Ballinger. Die Produktionsleitung hatte Fred Hyams. Drehorte des Films waren Albert Memorial, Kensington Gardens, Kensington, London in England.

## Auszeichnungen
- Minirock und Kronjuwelen erhielt 1968 bei den Golden Globe Awards eine Nominierung in der Kategorie Bester englischsprachiger ausländischer Film.